# (3439) Lebofsky
(3439) Lebofsky es un asteroide perteneciente al cinturón de asteroides, descubierto el 4 de septiembre de 1983 por Edward Bowell desde la Estación Anderson Mesa (condado de Coconino, cerca de Flagstaff, Arizona, Estados Unidos).

## Designación y nombre
Designado provisionalmente como 1983 RL2. Fue nombrado Lebofsky en honor al experto en ciencias planetarias Larry Allen Lebofsky.